# Actocetor nigrifinis
Actocetor nigrifinis är en tvåvingeart som först beskrevs av Walker 1860.  Actocetor nigrifinis ingår i släktet Actocetor och familjen vattenflugor. Inga underarter finns listade i Catalogue of Life.